# Right to Dream
"Right to Dream" é o primeiro single retirado da trilha sonora de Tennessee. A canção foi escrita e cantada por Mariah Carey, e já foi lançado nas lojas iTunes do Canadá. O lançamento físico foi em 2 de Dezembro de 2008.

## Videoclipe
O clipe de "Right to Dream" estreou em 8 de Dezembro de 2008.
Nele aparecem cenas do filme Tennessee e cenas de Mariah gravando a música em estúdio.

## Desempenho nas Paradas
Até o momento, a canção entrou apenas na parada da Billboard americana Hot Adult Contemporary Tracks em 24º lugar.

### Posições
| Parada (2008)                                  | Melhor posição |
| ---------------------------------------------- | -------------- |
| Estados Unidos - Hot Adult Contemporary Tracks | 24             |